# 沙麟
沙麟（1936年9月—），男，汉族，江苏如皋人，中华人民共和国政治人物，曾任上海市人民政府副秘书长、副市长，上海市人大常委会副主任。